# 莫恰爾基
50°52′57″N 24°42′7″E / 50.88250°N 24.70194°E
莫恰爾基（烏克蘭語：Мочалки），是烏克蘭的村落，位於該國西部沃倫州，由科韋利區負責管轄，面積1.26平方公里，海拔高度213米，2001年人口236，人口密度每平方公里188.05人。